# Jarno Väkiparta
Jarno Väkiparta, född 13 mars 1974 i Björneborg, är en finländsk bandyspelare som spelar för Örebro SK. Väkiparta spelar som anfallare och han har tidigare representerat Västerås SK, IFK Motala, Ljusdals BK samt Tillberga IK. 2004 fanns han med i Finlands landslag som då för första gången vann ett VM-guld. Hans moderklubb i Finland är Narukerä.